# Chiesa di Sant'Agostino (Panicale)
La chiesa di Sant'Agostino si trova in piazza Regina Margherita a Panicale.

## Storia e descrizione
Posta al culmine di una scalinata, sorse nel XIV secolo per i frati eremitani e venne completata nel 1502. Oggi la facciata appare soffocata dalle abitazioni circostanti.
All'interno sono presenti resti della decorazione ad affresco, dove lavorò anche Perugino. L'altare maggiore in pietra serena venne eseguito da Giambattista di Cristoforo nel 1513. 
Oggi la chiesa è sconsacrata e usata come spazio espositivo.